# Chlotrudis Awards/Bester Schnitt
Seit 2015 wird bei den Chlotrudis Awards der Beste Schnitt (Best Editing) ausgezeichnet.

## Ausgezeichnete Filmeditoren
| Jahr | Film                                     | Weitere Nominierte |
| ---- | ---------------------------------------- | --- |
| 2015 | Sandra Adair für Boyhood                 | Douglas Crise und Stephen Mirrione für Birdman oder (Die unverhoffte Macht der Ahnungslosigkeit) Anja Siemens für Oh Boy Bill Weber für The Galapagos Affair: Satan Came to Eden Justine Wright für No Turning Back Steve M. Choe und Changju Kim für Snowpiercer |
| 2016 | Julien Lacheray für Mädchenbande         | Affonso Gonçalves für Carol Mátyás Fekete für The Duke of Burgundy Chris Wyatt für ’71 Nathan Nugent für Room |
| 2017 | Matthieu Laclau für Weichen des Lebens   | Elmer Leupen für Eisenstein in Guanajuato Nat Sanders und Joi McMillon für Moonlight Lee Chatametikoo für Cemetery of Splendour José Salcedo für Julieta |
| 2018 | Tatiana S. Riegel für I, Tonya           | Ronald Bronstein und Benny Safdie für Good Time Affonso Gonçalves für Paterson David Lowery für A Ghost Story Alexandra Strauss für I Am Not Your Negro Affonso Gonçalves für Wonderstruck                                                                        |
| 2019 | Joe Bini für A Beautiful Day             | Joshua Altman und Bing Liu für Minding the Gap Keiko Deguchi und Brian A. Kates für We the Animals Walter Fasano für Suspiria Harrison Atkins und Josephine Decker für Madeline’s Madeline                                                                        |
| 2020 | Zhou Xiaolin für Shadow                  | Anthony Maras und Peter McNulty für Hotel Mumbai Yang Jin-mo für Parasite Atanas Georgiev für Land des Honigs Teresa Font für Leid und Herrlichkeit |
| 2021 | Andrew Patterson für Die Weite der Nacht | Robert Frazen für I’m Thinking of Ending Things Chris Dickens und Steve McQueen für Lovers Rock Gabriel Rhodes für Time Matthew Rankin für The Twentieth Century                                                                                                  |